# Der schwarze Abt (Roman)
Der schwarze Abt ist ein Kriminalroman von Edgar Wallace. Das Buch erschien 1926 unter dem Titel The black abbot, in Deutschland 1930 im Goldmann-Verlag.

## Handlung
Auf dem Gut Fossaway, dessen Besitzer Lord Chelford ist, soll vor einigen Jahrhunderten ein Goldschatz vergraben worden sein. Lord Chelford will diesen Schatz, vor allem aber ein sagenumwogenes Lebenselixier, das mit dem Gold versteckt sein soll, finden. Gleichzeitig treibt sich ein mystisches Gespenst auf dem Gut herum: Der schwarze Abt. Dieses Gespenst soll auf Fossaway spuken, seit im 15. Jahrhundert ein Abt in der Abtei des Guts ermordet worden sein soll, und wird im Laufe der Handlung immer wieder von verschiedensten Dorf- und Gutbewohnern gesehen. 
Lord Chelford soll die Schwester des Rechtsanwaltes Arthur Gine, Leslie, heiraten, zeigt aber scheinbar wenig Interesse an seiner Verlobten und ist völlig mit der Schatzsuche beschäftigt. Leslie hingegen fühlt sich mehr zu Chelfords Halbbruder Richard Alford (genannt Dick) hingezogen, der die Geschäfte auf Fossaway für seinen Bruder leitet und ihre Gefühle im Stillen erwidert.
Arthur Gine verwaltet seit vielen Jahren das Vermögen der Chelfords ebenso wie das seiner Schwester. Durch riskante Anlagen und eine ausgeprägte Spiel- und Wettsucht hat dieser allerdings sämtliches ihm anvertrautes Geld verloren und steht kurz vor dem Ruin. Wie sich dann herausstellt, hat Gines Bürovorsteher Fabian Gilder durch ein ausgeklügeltes Netz von Scheinfirmen einen Großteil von Gines Verlusten gewonnen und hat das Ziel, seinen Chef zu erpressen: Im Gegenzug dafür, dass Gilder für den Anwalt einspringt und seine Schulden begleicht, möchte er Gines Schwester Leslie heiraten. Leslie ist von diesen Entwicklungen zwar nicht erfreut, würde den Antrag aber annehmen, um ihren Bruder vor dem Gefängnis, wegen Veruntreuung, zu bewahren.
Währenddessen heuert Dick Alford den Scotland Yard-Sergeant Puttler an, um das Rätsel um den schwarzen Abt, der immer wieder gesehen wird, aufzulösen. Parallel dazu versuchen sowohl Arthur Gine als auch Fabian Gilder erfolglos den Chelfordschatz zu finden, der allgemein in der alten Abtei vermutet wird. Hilfe erhält Gilder vom Diener Thomas, der auf Fossaway arbeitet und heimlich für den Bürovorsteher spioniert. Eines Nachts wird Thomas jedoch tot in der Einfahrt aufgefunden, während er eine schwarze Mönchskutte trägt, sodass der Verdacht nahe liegt, dass er der schwarze Abt ist. Während Leslie Gine sich mehrmals umentscheidet, ob sie Gilders Antrag annehmen soll oder nicht, überschlagen sich die Ereignisse auf Fossaway: In der nächsten Nacht wird mehrmals eingebrochen und schlussendlich verschwinden sowohl Lord Chelford als auch Leslie Gine.
Wie sich später herausstellt, leidet Lord Chelford seit vielen Jahren an einer Geisteskrankheit und wird von paranoiden Tobsuchtsanfällen geplagt. Sein Verschwinden und die Entführung von Leslie Gine hat er somit nur vorgetäuscht, um sich vor dem Einfluss seines Bruders zu schützen. Dieser wiederum weiß vom Zustand seines Bruders, konnte ihn aber nicht überreden, sich behandeln zu lassen. Stattdessen spielt Dick regelmäßig den schwarzen Abt, um Lord Chelford durch Angst ans Haus zu fesseln, damit niemand von seiner Krankheit erfährt. 
Durch bisher unbekannte unterirdische Gänge gelangen Leslie und Lord Chelford, der immer wieder paranoide Phasen durchlebt, in eine unterirdische Höhle unter einem Fluss, in der sie verschüttet werden. Die übrigen Beteiligten, Dick, Arthur Gine, Fabian Gilder und Sergeant Puttler, raufen sich angesichts dieser Lage zusammen, um die Gefangenen zu befreien. Dazu leiten sie den Fluss um, können Leslie retten und finden dabei das versteckte Gold, das unter dem Flussbett vergraben war. Lord Chelford erliegt angesichts des Schatzes seiner Paranoia und wird von den herabstürzenden Goldbarren erschlagen.
Dick Alford wird der neue Lord von Fossaway und plant, gemeinsam mit Leslie zu verreisen. Fabian Gilder wiederum heiratet die ehemalige Sekretärin Lord Chelfords, Mary Wenner.

## Charaktere
- Richard Alford, genannt Dick, Gutsverwalter und Halbbruder Lord Chelfords
- Harry Chelford, Besitzer und Lord von Fossaway
- Leslie Gine, Verlobte von Harry
- Arthur Gine, Anwalt und rechtliche Hand von Fossaway, Bruder von Leslie
- Fabian Gilder, Arthur Gines Sekretär und Buchhalter
- Sergeant Puttler, Detektiv von Scotland Yard
- Mary Wenner, ehemalige Sekretärin Lord Chelfords
- Thomas Glück, Diener auf Fossaway

## Medien
Im Rahmen der Edgar-Wallace-Verfilmungen entstand der gleichnamige Film 1963. Dieser wurde 1985 in Der geheimnisvolle Mönch (mit Milos Kopecký und Petr Stepánek) und 2004 in Der Wixxer (mit Oliver Kalkofe und Bastian Pastewka) parodiert. Ebenso wurde Der schwarze Abt mehrmals als Hörspiel aufgenommen.